# مغلطه عدم باور شخصی
مغلطه عدم باور شخصی در مناظره و نیز در گزارش پژوهش‌های علمی عبارت است از اینکه استدلال یا فرض یا نظریه‌ای غلط است چرا که من به درست بودن آن باور شخصی ندارم. در روش علمی تأیید یا رد فرض‌ها و نظریه‌های علمی صرفاً به روش علمی و مبتنی بر داده‌های پژوهشی است. صرف اینکه فرد به مطلبی باور دارد یا ندارد، حجت علمی برای رد یا تأیید آن نیست. علم نگاه ارزشی و جانبدارانه ندارد و نگاه علمی کاملاً بی‌طرفانه و مبتنی بر شواهد و مستندات است و بنابراین باورهای شخصی پژوهشگر تا زمانی که از بوته آزمایش نگذشته باشند و در ارتباط با داده‌ها و شواهد علمی به آزمایش گذاشته نشده باشند، نمی‌توانند به‌عنوان علم مورد تأیید قرار گیرند.